# Namru
Namru (sumerisch DNAM.RU und DNAM.ŠUB, akkadisch ilu-nam-ru) ist ursprünglich eine sumerische Gottheit. Sein sumerischer Name bedeutet wörtlich „Reiner Gott, der unseren Wandel erhellt“ und „Reiner Gott, der uns rein sein lässt“; als akkadische Übersetzung verkürzt auf „(der) strahlende Gott“.
Später erhielt Namru die Bedeutung des Gottes der Wissenschaften und des Handwerks, „der Weisheit und Wissen von allen Dingen gibt“. Er ist ein guter Ratgeber und lehrt die Wissenschaft der Metalle.
In altbabylonischer Zeit folgte ein weiterer Bedeutungswandel zum Beschwörungsgott in seiner Nennung als Äquivalent von DAsar-lu-hi in Verbindung mit Marduk: „Marduk, (der) die Beschwörung vollzieht“. Namru galt nach seiner Assimilierung durch Marduk als einer seiner 50 Namen.